# نوخندان
نوخَندان شهری در بخش نوخندان شهرستان درگز استان خراسان رضوی ایران است.

## جمعیت
بر پایه سرشماری عمومی نفوس و مسکن در سال ۱۳۹۵ جمعیت این شهر ۲٬۶۳۴ نفر (در ۸۶۲ خانوار) بوده‌است.